# Skate Canada International de 2004
O Skate Canada International de 2004 foi a trigésima primeira edição do Skate Canada International, um evento anual de patinação artística no gelo organizado pelo Skate Canada, e que fez parte do Grand Prix de 2004–05. A competição foi disputada entre os dias 28 de outubro e 31 de outubro, na cidade de Halifax, Nova Escócia, Canadá.

## Eventos
- Individual masculino
- Individual feminino
- Duplas
- Dança no gelo

## Medalhistas
| Evento                        | Ouro                                       | Prata                                           | Bronze                                     |
| Individual masculino detalhes | Emanuel Sandhu · Canadá                    | Ben Ferreira · Canadá                           | Jeffrey Buttle · Canadá                    |
| Individual feminino detalhes  | Cynthia Phaneuf · Canadá                   | Yoshie Onda · Japão                             | Susanna Pöykiö · Finlândia                 |
| Duplas detalhes               | Shen Xue · Zhao Hongbo · China             | Pang Qing · Tong Jian · China                   | Dorota Zagorska · Mariusz Siudek · Polônia |
| Dança no gelo detalhes        | Albena Denkova · Maxim Staviski · Bulgária | Marie-France Dubreuil · Patrice Lauzon · Canadá | Galit Chait · Sergei Sakhnovski · Israel   |

## Resultados

### Individual masculino
| Pos.              | Nome                 | Nacionalidade  | Pontos | PC         | PL         |
| ----------------- | -------------------- | -------------- | ------ | ---------- | ---------- |
| Medalha de ouro   | Emanuel Sandhu       | Canadá         | 204.17 | 60.17 (7)  | 144.00 (1) |
| Medalha de prata  | Ben Ferreira         | Canadá         | 200.46 | 67.38 (2)  | 133.08 (2) |
| Medalha de bronze | Jeffrey Buttle       | Canadá         | 191.85 | 72.15 (1)  | 119.70 (5) |
| 4                 | Ryan Jahnke          | Estados Unidos | 190.55 | 60.75 (6)  | 129.80 (3) |
| 5                 | Kevin van der Perren | Bélgica        | 182.46 | 62.24 (4)  | 120.22 (4) |
| 6                 | Stefan Lindemann     | Alemanha       | 176.59 | 63.45 (3)  | 113.14 (6) |
| 7                 | Takeshi Honda        | Japão          | 166.09 | 61.09 (5)  | 105.00 (8) |
| 8                 | Andrei Lezin         | Rússia         | 155.23 | 49.99 (10) | 105.24 (7) |
| 9                 | Ma Xiaodong          | China          | 153.57 | 50.69 (9)  | 102.88 (9) |
| 10                | Frédéric Dambier     | França         | 148.01 | 54.67 (8)  | 93.34 (10) |
| 11                | Vakhtang Murvanidze  | Geórgia        | 135.67 | 43.43 (11) | 92.24 (11) |
| 12                | Gheorghe Chiper      | Romênia        | 124.37 | 42.03 (12) | 82.34 (12) |

### Individual feminino
| Pos.              | Nome             | Nacionalidade | Pontos | PC         | PL         |
| ----------------- | ---------------- | ------------- | ------ | ---------- | ---------- |
| Medalha de ouro   | Cynthia Phaneuf  | Canadá        | 159.66 | 57.76 (1)  | 101.90 (1) |
| Medalha de prata  | Yoshie Onda      | Japão         | 151.54 | 52.16 (3)  | 99.38 (2)  |
| Medalha de bronze | Susanna Pöykiö   | Finlândia     | 148.94 | 49.98 (6)  | 98.96 (3)  |
| 4                 | Fumie Suguri     | Japão         | 148.32 | 53.72 (2)  | 94.60 (4)  |
| 5                 | Carolina Kostner | Itália        | 138.94 | 50.86 (4)  | 88.08 (5)  |
| 6                 | Júlia Sebestyén  | Hungria       | 132.74 | 50.66 (5)  | 82.08 (7)  |
| 7                 | Mira Leung       | Canadá        | 123.96 | 42.74 (8)  | 81.22 (8)  |
| 8                 | Jenna McCorkell  | Reino Unido   | 121.76 | 39.60 (10) | 82.16 (6)  |
| 9                 | Lina Johansson   | Suécia        | 118.80 | 42.38 (9)  | 76.42 (9)  |
| 10                | Lesley Hawker    | Canadá        | 118.10 | 45.84 (7)  | 72.26 (11) |
| 11                | Yukari Nakano    | Japão         | 113.68 | 37.58 (11) | 76.10 (10) |
| 12                | Zuzana Babiaková | Eslováquia    | 103.52 | 33.94 (12) | 69.58 (12) |

### Duplas
| Pos.              | Nome                                   | Nacionalidade  | Pontos | PC         | PL         |
| ----------------- | -------------------------------------- | -------------- | ------ | ---------- | ---------- |
| Medalha de ouro   | Shen Xue / Zhao Hongbo                 | China          | 190.20 | 66.48 (1)  | 123.72 (1) |
| Medalha de prata  | Pang Qing / Tong Jian                  | China          | 172.48 | 64.54 (2)  | 107.94 (4) |
| Medalha de bronze | Dorota Zagorska / Mariusz Siudek       | Polônia        | 170.94 | 55.96 (5)  | 114.98 (2) |
| 4                 | Anabelle Langlois / Patrice Archetto   | Canadá         | 167.70 | 57.38 (4)  | 110.32 (3) |
| 5                 | Valérie Marcoux / Craig Buntin         | Canadá         | 163.42 | 64.02 (3)  | 99.40 (5)  |
| 6                 | Viktoria Borzenkova / Andrei Chuvilaev | Rússia         | 144.02 | 47.92 (6)  | 96.10 (6)  |
| 7                 | Brittany Vise / Nicholas Kole          | Estados Unidos | 127.42 | 44.12 (8)  | 83.30 (8)  |
| 8                 | Pascale Bergeron / Robert Davison      | Canadá         | 127.18 | 43.40 (9)  | 83.78 (7)  |
| 9                 | Milica Brozovic / Vladimir Futas       | Eslováquia     | 120.48 | 44.74 (7)  | 75.74 (10) |
| 10                | Nicole Nönnig / Matthias Bleyer        | Alemanha       | 116.00 | 38.32 (10) | 77.68 (9)  |

### Dança no gelo
| Pos.              | Nome                                     | Nacionalidade    | Pontos | DC         | DO         | DL         |
| ----------------- | ---------------------------------------- | ---------------- | ------ | ---------- | ---------- | ---------- |
| Medalha de ouro   | Albena Denkova / Maxim Staviski          | Bulgária         | 208.93 | 41.05 (1)  | 61.27 (1)  | 106.61 (1) |
| Medalha de prata  | Marie-France Dubreuil / Patrice Lauzon   | Canadá           | 203.69 | 39.35 (3)  | 60.45 (2)  | 103.89 (2) |
| Medalha de bronze | Galit Chait / Sergei Sakhnovski          | Israel           | 200.97 | 38.58 (4)  | 60.21 (4)  | 102.18 (3) |
| 4                 | Isabelle Delobel / Olivier Schoenfelder  | França           | 199.19 | 39.37 (2)  | 60.41 (3)  | 99.41 (4)  |
| 5                 | Megan Wing / Aaron Lowe                  | Canadá           | 178.31 | 35.35 (5)  | 50.77 (5)  | 92.19 (5)  |
| 6                 | Jana Khokhlova / Sergei Novitski         | Rússia           | 163.14 | 31.72 (6)  | 48.36 (6)  | 83.06 (6)  |
| 7                 | Christina Beier / William Beier          | Alemanha         | 151.14 | 31.48 (7)  | 43.57 (7)  | 76.09 (7)  |
| 8                 | Martine Patenaude / Pascal Denis         | Canadá           | 145.41 | 28.75 (8)  | 40.80 (8)  | 75.86 (8)  |
| 9                 | Loren Galler-Rabinowitz / David Mitchell | Estados Unidos   | 131.67 | 28.67 (9)  | 40.25 (9)  | 62.75 (10) |
| 10                | Diana Janostakova / Jiri Prochazka       | República Tcheca | 128.64 | 24.99 (11) | 36.94 (10) | 66.71 (9)  |
| 11                | Alessia Aureli / Andrea Vaturi           | Itália           | 122.05 | 26.20 (10) | 36.33 (11) | 59.52 (11) |
| 12                | Wang Jiayue / Meng Fei                   | China            | 113.97 | 23.35 (12) | 35.34 (12) | 55.28 (12) |

## Quadro de medalhas
| Ordem | País      | Medalha de ouro | Medalha de prata | Medalha de bronze |    | Ordem por total |
| ----- | --------- | --------------- | ---------------- | ----------------- | -- | --------------- |
| 1     | Canadá    | 2               | 2                | 1                 | 5  | 1               |
| 2     | China     | 1               | 1                |                   | 2  | 2               |
| 3     | Bulgária  | 1               |                  |                   | 1  | 3               |
| 4     | Japão     |                 | 1                |                   | 1  | 3               |
| 5     | Finlândia |                 |                  | 1                 | 1  | 3               |
| 5     | Israel    |                 |                  | 1                 | 1  | 3               |
| 5     | Polônia   |                 |                  | 1                 | 1  | 3               |
| TOTAL | TOTAL     | 4               | 4                | 4                 | 12 | —               |